# Panschwitz-Kuckau
Panschwitz-Kuckau (górnołuż.: Pančicy-Kukow, wym. [ˈpant͡ʃit͡sɨ ˈkukow]) – gmina w Niemczech, w kraju związkowym Saksonia, w okręgu administracyjnym Drezno, w powiecie Budziszyn, siedziba związku gmin Am Klosterwasser. Jest to miejsce znane z klasztoru Sankt Marienstern.
W Panschwitz-Kuckau mieszka 2144 osoby (2009). W 2001 gminę zamieszkiwana była w około 49,7% przez Serbołużyczan.

## Historia
W miejscowości znajdują się pozostałości wczesnośredniowiecznego grodu ziemnego tzw. „Panschwitzer Schanze”
W XVIII w. mieścił się tu urząd pocztowy związany z trasą Via Regia.
W 2003 wprowadzono zakaz używania języka serbołużyckiego, podczas zajęć służbowych w Domu Opieki Społecznej, prowadzonym przez klasztor Sankt Marienstern. Wywołało to liczne protesty mniejszości serbołużyckiej, gdyż ten zakaz jest sprzeczny z prawem obowiązującym w Saksonii i rażącym naruszeniem praw mniejszości.
W 2007 pobliska szkoła średnia „Šula Ćišinskeho” jako jedna z pięciu działających łużyckich szkół średnich, została zamknięta mimo silnych protestów Serbołużyczan.

## Podział administracyjny
Gmina powstała w 1957 r. z wcześniej samodzielnych jednostek Panschwitz i Kuckau.
W gminie leżą następujące części miejscowości (Ortsteile):
- Alte Ziegelscheune (Stara Cyhelnica), 55 mieszkańców
- Cannewitz (Kanecy), 52 mieszkańców
- Glaubnitz (Hłupońca), 24 mieszkańców
- Jauer (Jawora), 125 mieszkańców
- Kaschwitz (Kašecy), 121 mieszkańców
- Lehndorf (Lejno), 113 mieszkańców
- Neustädtel (Nowe Městačko), 5 mieszkańców
- Ostro (Wotrow), 287 mieszkańców
- Panschwitz-Kuckau (Pančicy-Kukow), 1138 mieszkańców
- Säuritz (Žuricy), 103 mieszkańców
- Schweinerden (Swinjarnja), 73 mieszkańców
- Siebitz (Zejicy), 42 mieszkańców
- Tschaschwitz (Časecy), 23 mieszkańców

## Atrakcje turystyczne
Co roku na Wielkanoc przybywają do Panschwitz-Kuckau tysiące turystów, aby wziąć udział w tradycyjnej kawalkadzie wielkanocnej jeźdźców na koniach wokół klasztoru.

## Osoby

### urodzone w Panschwitz-Kuckau
- Jakub Bart-Ćišinski (1856-1909), łużycki poeta

### związane z gminą
- Bogna Koreng, łużycki dziennikarz telewizyjny, mieszka tutaj
- Stanisław Tilich, premier Saksonii, mieszka tutaj